# 編程隨想
阮晓寰（1977年6月10日—），福建泉州人，中華人民共和國计算机從業者、博客作家。其從2009年開始在Blogger上以“编程随想”为名撰寫文章，內容包括各種网络安全知识、翻牆方法、匿名教學以及政治評論，2021年5月10日在上海家中被以煽动颠覆国家政权罪逮捕。2023年2月10日，上海市第二中級人民法院以煽动颠覆国家政权罪判處阮曉寰有期徒刑7年、剝奪政治權利2年，並處罰金2萬元；2024年12月13日，上海市高級人民法院駁回了阮曉寰的上訴並維持原判。

## 早年
1977年，阮晓寰出生于福建泉州。母亲是中国国民党革命委员会成员，外祖父和外祖母是1949年随国民党迁往台湾的中华民国籍福建人。父親是大学教授和中国民主同盟成员。1989年，阮晓寰就读初中时，就参加了计算机兴趣小组。他接触到的DOS病毒並對其產生了兴趣，想搞清其内部的实现机制，因此在学校的机房自学了汇编语言和C语言。1996年入读上海华东理工大学化工系，不過未能獲得畢業文凭。在大學期間結識了同班同學貝震穎，兩人日後成為夫妻。阮晓寰酷爱计算机，先后从事入侵檢測系統、安全运营中心、安全审计行业，在2008年北京奥运会期间任职大会信息安全系统总工程师。2012年前後，他認為自己從事的工作挑戰性不夠，於是辭職在家閱讀以及開發開源軟體。日常生活中他沒有安裝中國常見的微信或支付寶等軟件，因為他認為這些軟件安全性不夠。

## 博客
他2009年1月15日创建了“编程随想”博客，博客早期内容以電腦技術、軟件開發为主，六四事件二十周年前夕當局大規模封殺海外網站後开始分享翻墙方法、2009年6月9日工信部出笼《关于计算机预装绿色上网过滤软件的通知》后，编程随想便在其博客发表《是该写点技术以外的东西了》一文，文章末尾说：“俺不想再保持沉默、不想再回避这些问题了，是该写点技术以外的东西了！”，之后开始寫作政治博文，在被捕前已發表712篇博文。除此之外博客还提供电子书下载、离线浏览和邮件订阅功能。
2016年6月8日，中国网络空间安全协会致信GitHub，称阮晓寰在其平台營運的项目“太子黨關係網絡”有评论“无根据地恶意诋毁”国家领导人习近平涉嫌杀害自己的同父异母的哥哥习正宁，并要求尽快删除。GitHub未删除此项目，只是阻止中国大陆用户访问，并向用户返回HTTP 451错误码。三天后，GitHub在专门公布各国政府发出的移除要求的版面公布了这封信件。
2017年11月，阮晓寰過敏性哮喘發作，由於接受激素藥物注射引發全身性紅皮病，病情嚴重，醫生建議他直接住院，但他堅持回家臥床休養以便更新部落格，同时为博客更新延迟向读者道歉。

## 逮捕和判決
2019年，阮晓寰發表一篇題為《為啥朝廷總抓不到俺——十年反党活动的安全经验汇总》的博文，他提到了编程随想的博客多次成为中國當局网络攻击的目标。編程隨想曾表示，若其在全平台無任何活動超過2周，則意味著遭到當局跨省抓捕或人身受到重大傷害。2020年底至2021年期間，阮晓寰經常抱怨網路不穩定，而且在自己經常光顧的漢堡王裡被警察問話。2021年5月9日，編程隨想發布了最後的文章，是部落客上傳的電子書列表更新，自此再未更新博文，其GitHub、Twitter等帳號亦全部靜默，後被證實其於2021年5月10日在上海居住地被捕，5月11日被刑事拘留，6月17日被正式逮捕。
2023年2月10日，阮晓寰被當局以「涉及国家秘密」理由遭到不公开审判，被當局一審以煽动颠覆国家政权罪判刑七年、剥夺政治权利两年，没收个人财产两万元。判決書中沒有提及阮曉寰的博客名字。其妻子貝震穎直到一審之後通過Google搜索才知道自己的丈夫是編程隨想的作者。2月19日，她準備前往北京为丈夫请律师，結果被国保堵在家门口。3月在推特開設帳號為丈夫發聲，並表示准备上诉二审。4月，貝震潁再度打算前往北京與律師會面，結果警察又阻止她離開酒店。在二审之前，当局以其本人申请法律援助为由拒绝貝震穎聘请的两名人权律师尚宝军、莫少平作为其代理人，當局并为其指定官派律师。
阮晓寰的妻子貝震穎從5月31日起與外界失聯，6月6日，貝震穎的推特帐号被注销。貝震穎的一名律師表示她很安全，而且貝震穎不再公開發聲。
2024年12月13日，上海市高級人民法院駁回了阮曉寰的上訴並維持原判，二審庭審僅開庭7分鐘。

### 反应
2023年3月24日，美国笔会和国际笔会联合发表声明，谴责当局对阮晓寰判以重刑，并要求立即将他释放。4月3日，无国界记者在网站文章中呼吁释放阮晓寰。4月11日，美國國會及行政當局中國委員會主席敦促中国当局无条件释放阮晓寰。
阮晓寰的父母对一审判决不服，后来在4月中旬向上海市人民检察院寄信，举报一审法官董玮涉嫌触犯《中華人民共和國刑法》第399条第1款之规定，犯下“枉法裁判罪”，并呼籲盡快釋放阮曉寰，踐行政府「依法治國」承諾。
自由之家中国、香港、台湾事务高级顾问萨拉·库克認為，编程随想这样的技术达人被捕，会讓科技界产生寒蝉效应，而且贝震颖的遭遇證明那些试图为亲人发声寻求国际援助的配偶最终也会成为当局的打压对象。
电子前线基金会谴责中国当局不公正的做法，呼吁释放阮晓寰。

## 荣誉
- 2013年德国之声国际博客大赛2項单语种奖项提名（公众奖）最佳中文博客提名[34][35]
- 泡泡“2014年中国互联网的英雄”[36]
- 中国数字时代2021年度人物[37]